# Bistum Mamfe
Das Bistum Mamfe (lat.: Dioecesis Mamfensis) ist eine in Kamerun gelegene römisch-katholische Diözese mit Sitz in Mamfe.

## Geschichte
Das Bistum Mamfe wurde am 9. Februar 1999 durch Papst Johannes Paul II. mit der Apostolischen Konstitution Alacrem sane curam aus Gebietsabtretungen des Bistums Buéa errichtet und dem Erzbistum Bamenda als Suffraganbistum unterstellt.

## Bischöfe von Mamfe
- Francis Teke Lysinge, 1999–2014
- Andrew Nkea Fuanya, 2014–2019, dann Erzbischof von Bamenda
- Aloysius Fondong Abangalo, seit 2022